# Circus cinereus
Circus cinereus là một loài chim trong họ Accipitridae.

## Hình ảnh

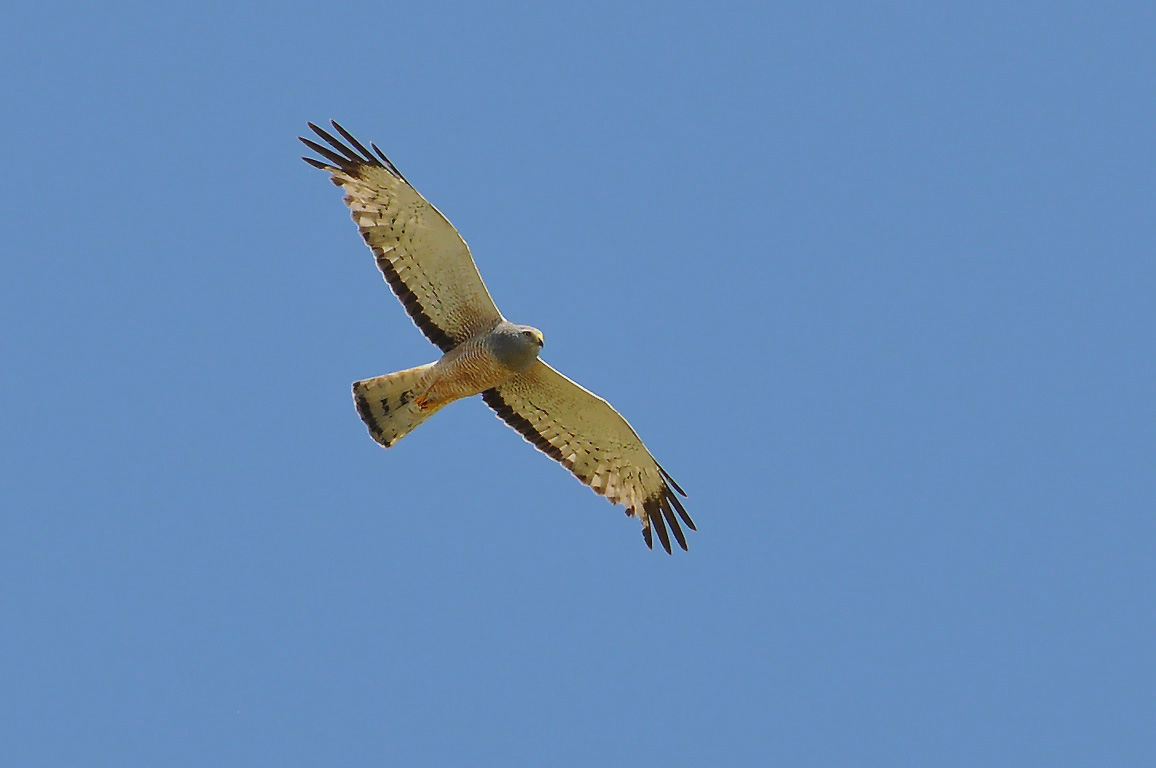
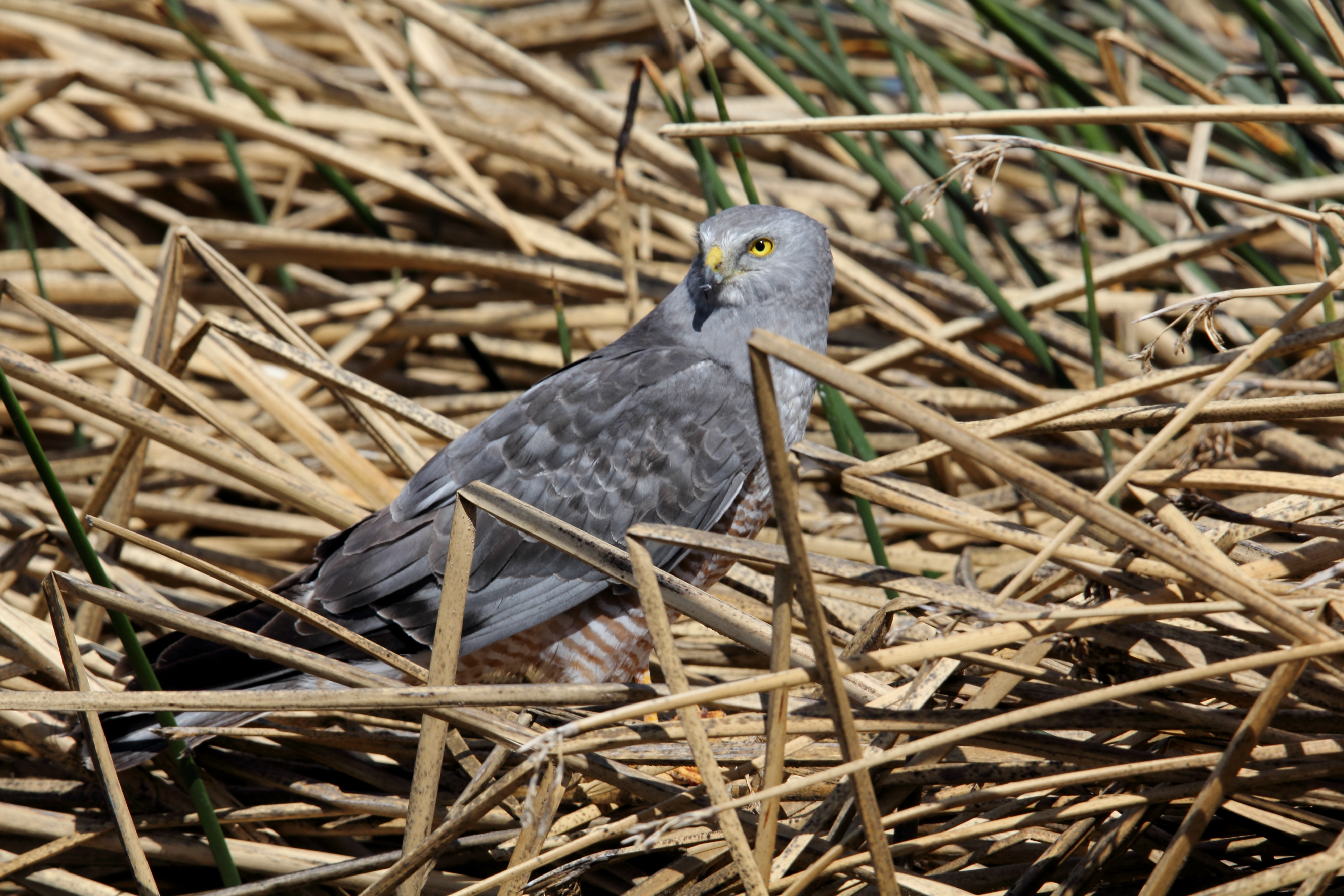